# Calophyllaceae
Die Calophyllaceae sind eine Familie in der Ordnung der Malpighienartigen (Malpighiales) innerhalb der Bedecktsamigen Pflanzen. Es handelt sich um eine pantropische Familie mit 14 Gattungen und etwa 476 Arten. Einige Arten liefern Holz und von wenigen Arten werden die Früchte gegessen.

## Beschreibung

### Vegetative Merkmale

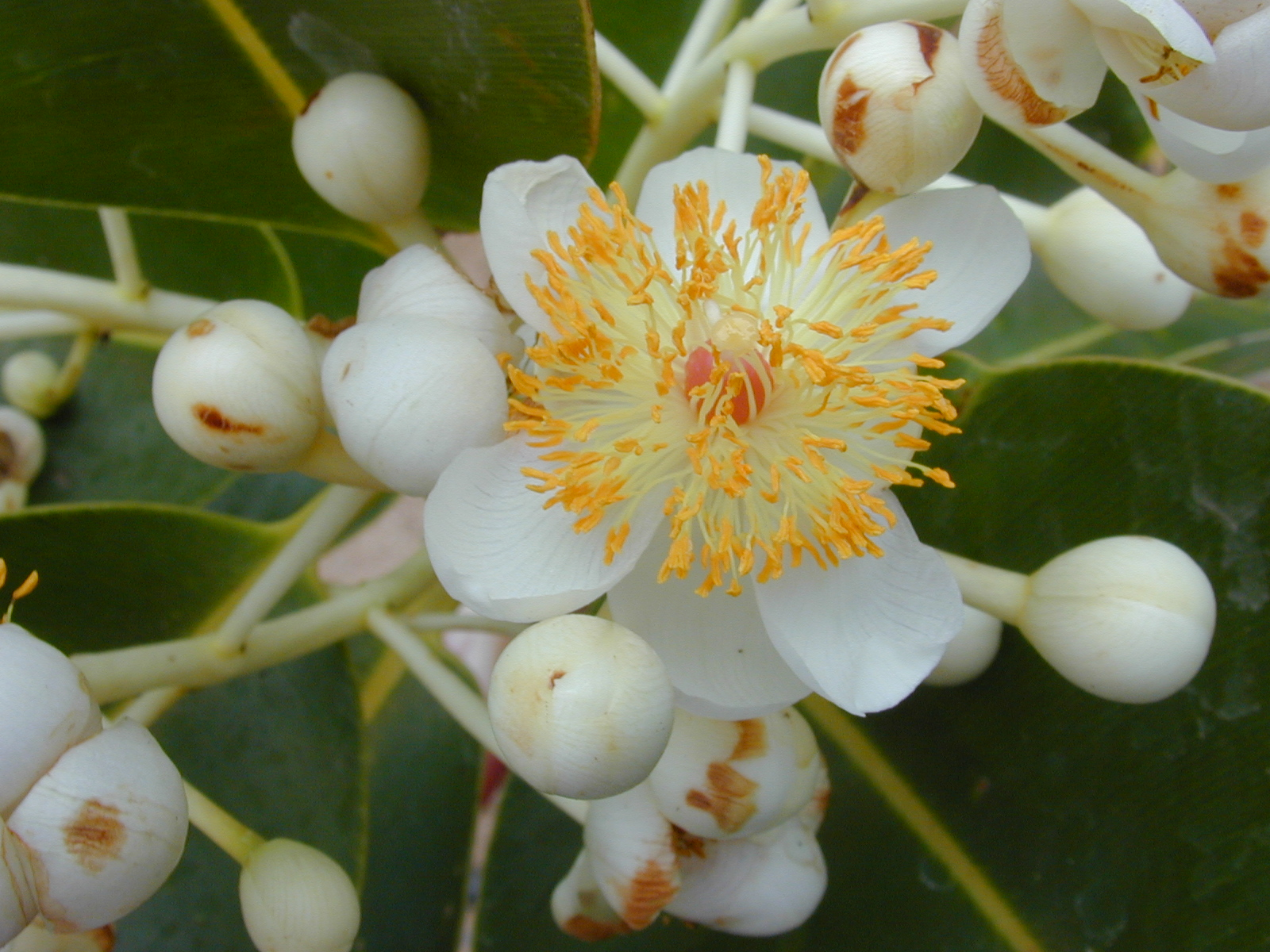
Blüte mit vielen Staubblättern von Calophyllum inophyllum

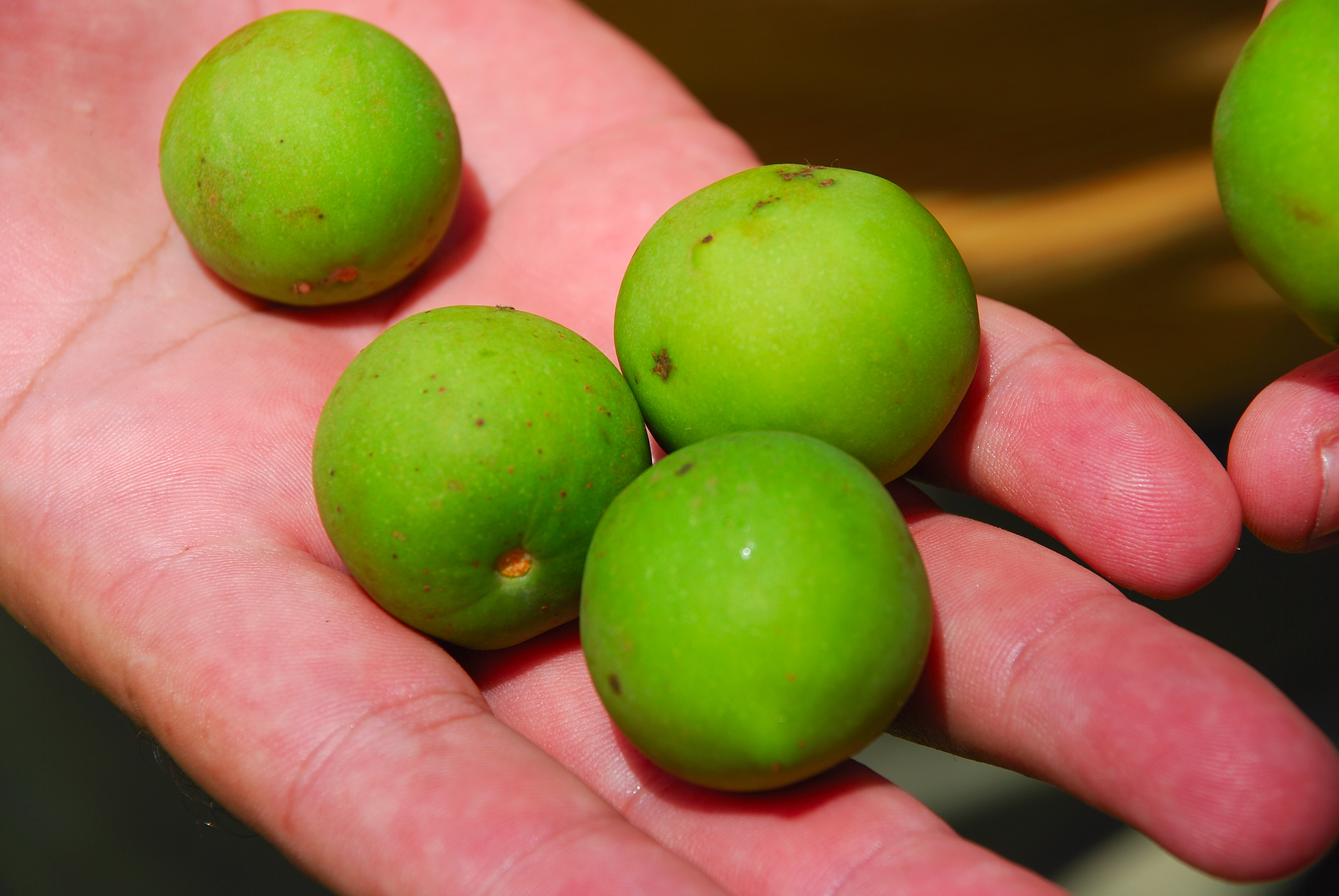
Früchte von Calophyllum brasiliense

Sie wachsen meist als Bäume oder seltener Sträucher. Einige Arten enthalten farbigen Milchsaft. Ätherische Öle enthalten viele Arten. Es sind schizogene Kanäle oder Behälter vorhanden. Bei abgeschnittenen Zweigen sind oft deutliche Blutungen zu beobachten.
Die Laubblätter sind wechselständig und spiralig oder zweireihig bis gegenständig an den Zweigen angeordnet (Phyllotaxis). Die einfachen, meist flachen Laubblätter besitzen oft durchscheinende Punkte oder Kanäle. Der Blattrand ist glatt. Nebenblätter fehlen.

### Generative Merkmale
Die zwittrigen, radiärsymmetrischen Blüten sind vier- oder fünfzählig. Als einzige Art der Familie besitzt Marila asymmetralis keine radiärsymmetrischen Blüten. Die vier oder fünf Kelchblätter sind frei. Die meist vier oder fünf (null bis acht) freien Kronblätter wirken bei einigen Arten deformiert. Es sind meist viele meist freie Staubblätter vorhanden, die nicht in erkennbaren Bündeln zusammengefasst sind. Die Staubbeutel besitzen oft große, einfache oder komplexe Drüsen. Meist zwei oder fünf Fruchtblätter sind zu einem oberständigen Fruchtknoten verwachsen. In jedem Fruchtknotenfach befinden sich ein bis wenige Samenanlagen. Der meist lange Griffel endet in einer feuchten, ausgebreiteten bis punktförmigen Narbe ohne Papillen.
Es werden Steinfrüchte, Beeren oder Kapselfrüchte gebildet, die ein bis viele Samen enthalten. Die Kapselfrüchte öffnen entlang des Septalradius; die alle in einer Klade zusammenstehenden Taxa mit Kapselfrüchten besitzen alle wechselständige Blätter. Die hinsichtlich der Größe sehr variablen Samen bestehen fast nur aus den zwei oft großen Keimblättern (Kotyledonen).

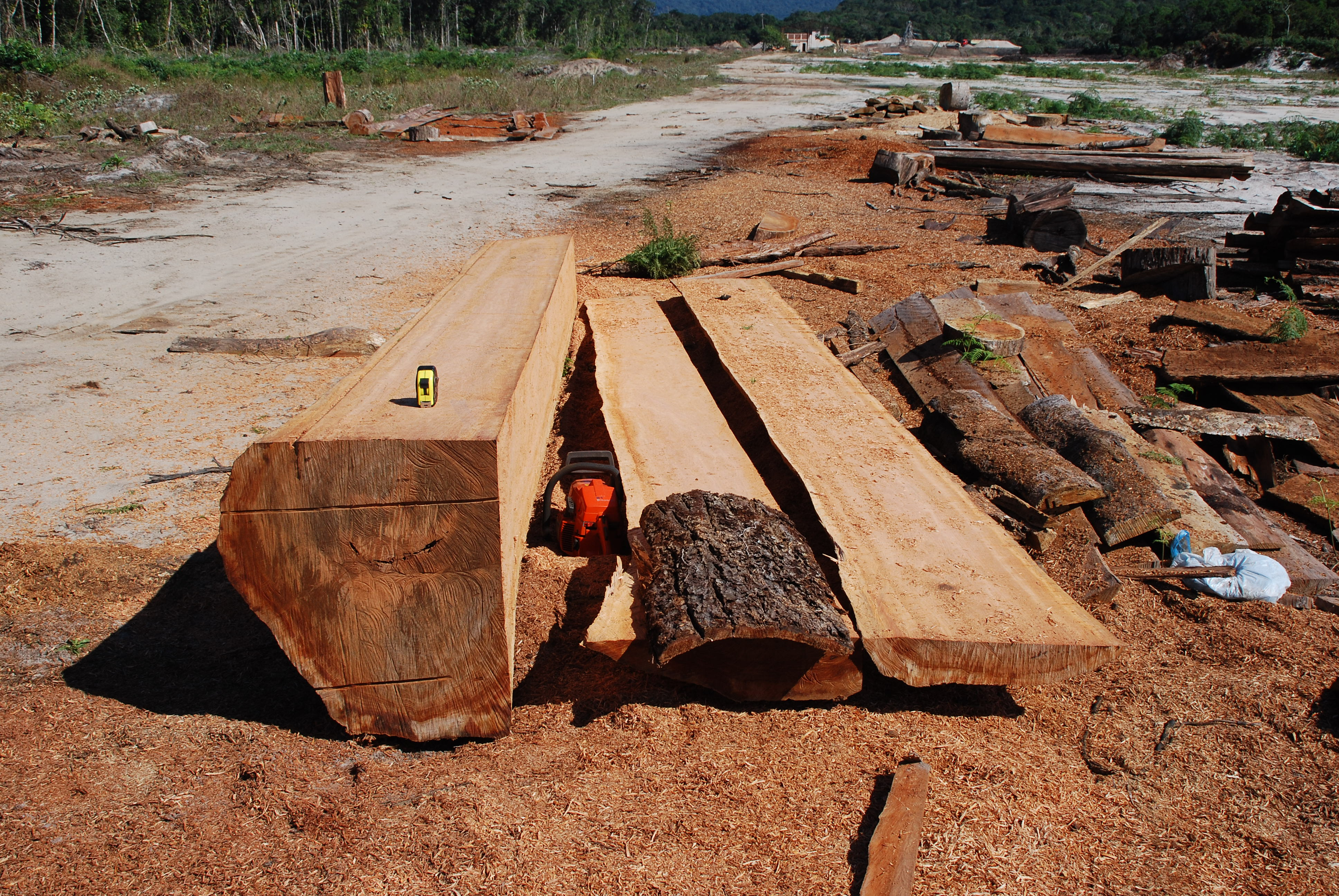
Holz von Calophyllum brasiliense

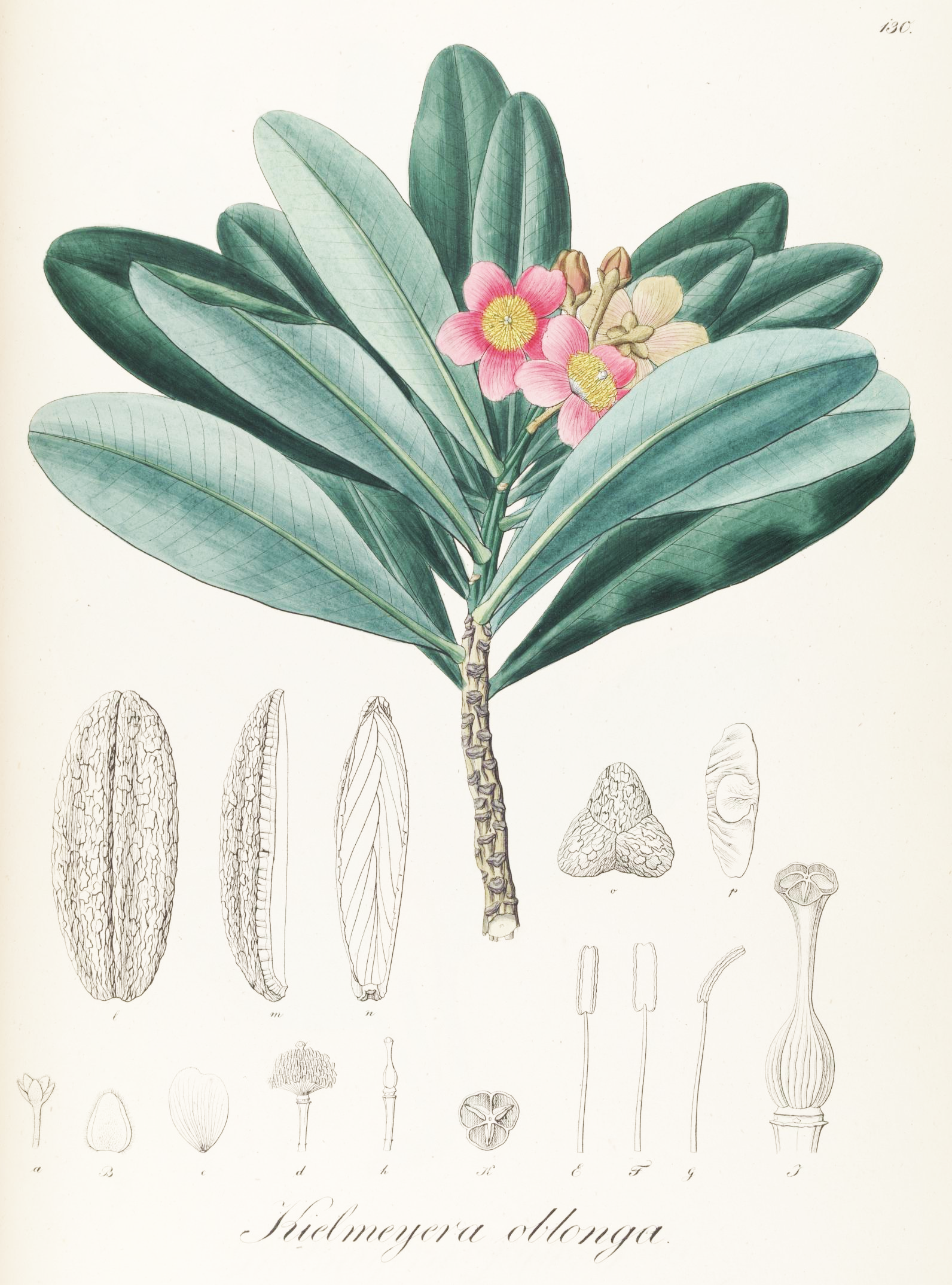
Illustration von Kielmeyera oblonga

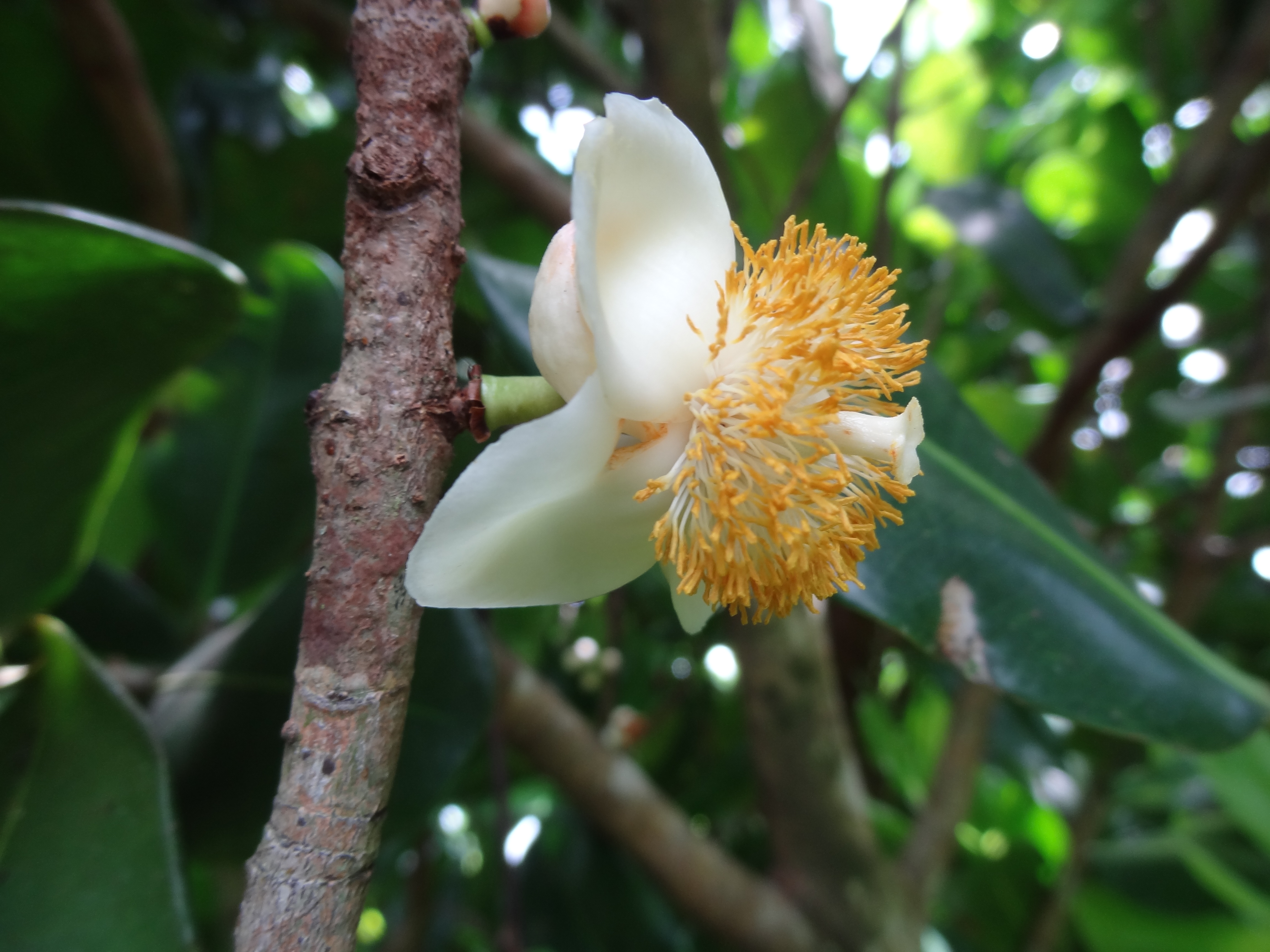
Mammiapfel (Mammea americana)

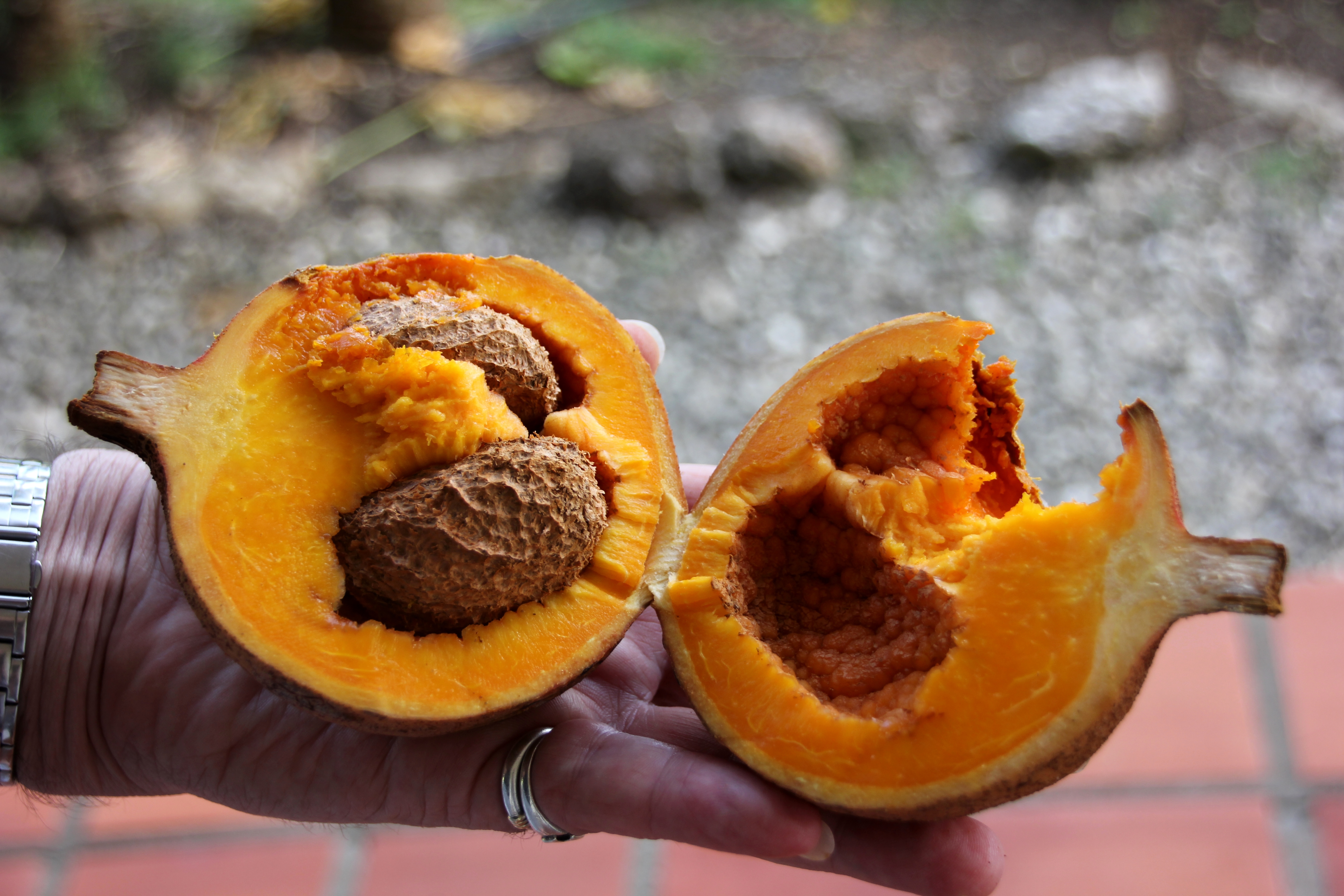
Die essbaren Früchte des Mammiapfels (Mammea americana)

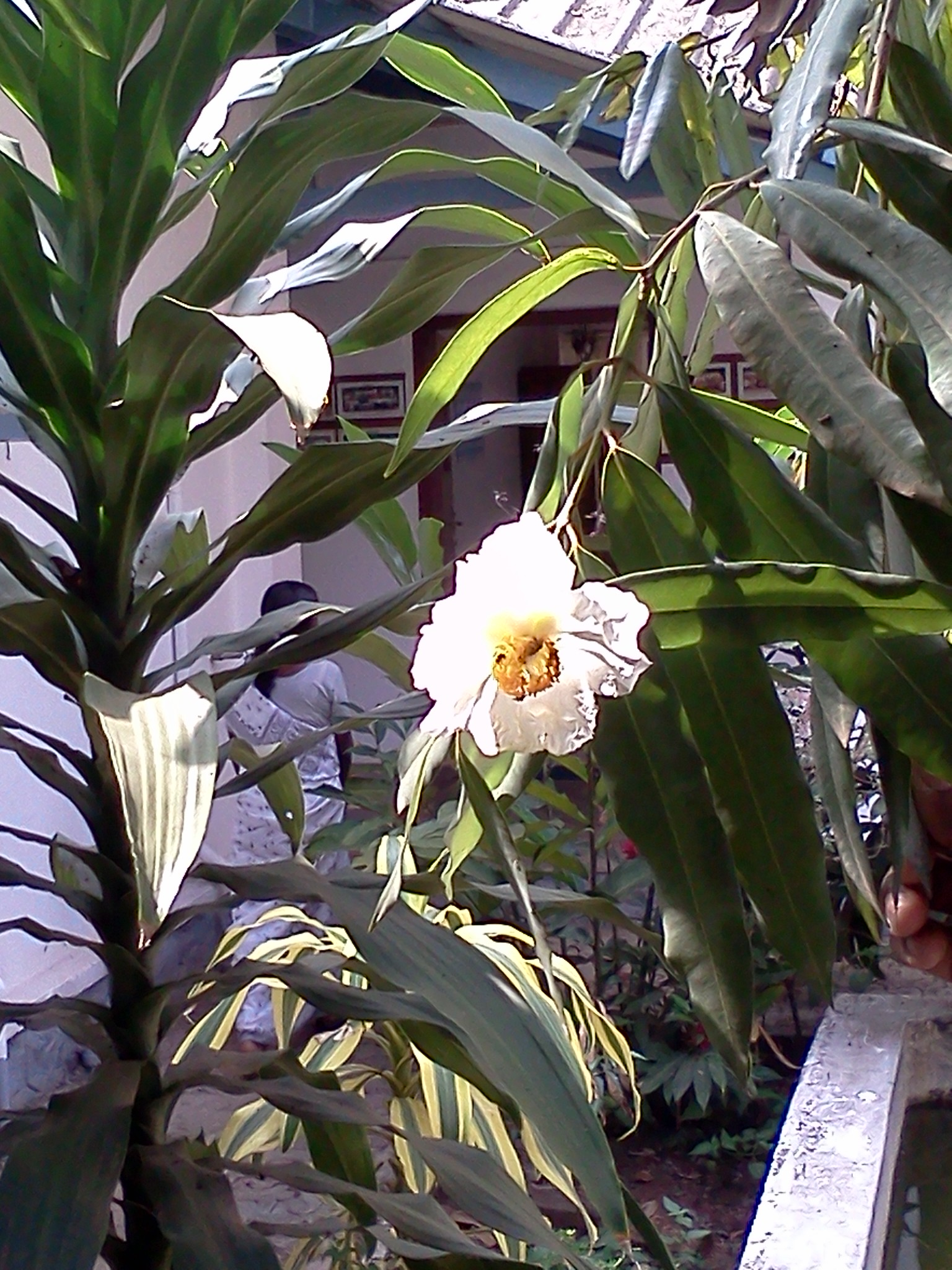
Mesua ferrea

## Systematik
Der Familienname Calophyllaceae wurde 1858 von Jacob Georg Agardh in Theoria systematis plantarum, S. 121 veröffentlicht. Die reaktivierte Familie der Calophyllaceae beinhaltet alle Taxa die zuletzt in die Unterfamilie Kielmeyeroideae innerhalb der Familie der Clusiaceae eingeordnet wurden. Die Clusiaceae s. l. waren mit den, auch wieder ausgegliederten, Hypericaceae polyphyletisch.
- Die Familie der Calophyllaceae wird in zwei Tribus gegliedert und enthält etwa 14 Gattungen mit etwa 476 Arten:
  - Tribus Calophylleae: Mit zwölf Gattungen:
    - Calophyllum L.: Mit 180 bis 200 immergrünen Baum-Arten.[1]
      - Calophyllum inophyllum L.: Ostafrika bis Malesien und Nordaustralien

    - Caraipa Aubl.: Mit etwa 28 Arten im tropischen Südamerika.
    - Clusiella Planch. & Triana: Mit etwa neun Arten in der Neotropis.
    - Haploclathra Benth.: Mit etwa drei Arten, die in Amazonien vorkommen.
    - Kayea Wall.: Mit nur zwei, nach manchen Autoren auch 50 bis 70 Arten.
    - Kielmeyera Mart. & Zucc.: Mit etwa 16 bis fast 60 Arten in Südamerika.
    - Mahurea Aubl.: Mit nur zwei immergrünen Baumarten in der Neotropis.
    - Mammea L. (Syn.: Ochrocarpos Noronha ex Thouars, Paramammea J.-F. Leroy) (manchmal zur Tribus Garcinieae der Clusiaceae): Mit etwa 50 bis 70 pantropisch verbreitete Arten, einige tropische Arten auch mit essbaren Früchten. Darunter:
      - Mammiapfel (Mammea americana L.)

    - Marila Sw.: Mit etwa 20 Arten in der Neotropis.
    - Mesua L. (Syn.: Vidalia Fern.-Vill.): Mit etwa sieben Arten in Indomalesien.
      - Mesua ferrea L.: Aus Indien bis Südostasien bis ins südwestliche China.

    - Neotatea Maguire: Mit etwa vier Arten in der Neotropis.
    - Poeciloneuron Bedd.: Mit höchstens zwei Arten in Indien.

  - Tribus Endodesmieae: Mit zwei afrikanischen, monotypischen Gattungen:
    - Endodesmia Benth.: Mit der einzigen Art:
      - Endodesmia calophylloides Benth.

    - Lebrunia Staner: Mit der einzigen Art:
      - Lebrunia bushaie Staner.

Innerhalb der Ordnung der Malpighiales sind die Calophyllaceae am nächsten mit den Schwesterfamilien Hypericaceae und Podostemaceae verwandt und diese drei Familien bilden zusammen mit den Schwesterfamilien Bonnetiaceae und Clusiaceae eine abgesicherte Klade.
Ausschnitt aus dem Kladogramm der Malpighiales nach Wurdack & Davis 2009:
|  | Bonnetiaceae |
|  |              |
|  | Clusiaceae   |
|  |              |

|  | Calophyllaceae                                                 |
|  |                                                                |
|  | \| \| Hypericaceae \| \| \| \| \| \| Podostemaceae \| \| \| \| |
|  |                                                                |
|  | Hypericaceae                                                   |
|  |                                                                |
|  | Podostemaceae                                                  |
|  |                                                                |

|  | Hypericaceae  |
|  |               |
|  | Podostemaceae |
|  |               |

|  | Bonnetiaceae |
|  |              |
|  | Clusiaceae   |
|  |              |

|  | Calophyllaceae                                                 |
|  |                                                                |
|  | \| \| Hypericaceae \| \| \| \| \| \| Podostemaceae \| \| \| \| |
|  |                                                                |
|  | Hypericaceae                                                   |
|  |                                                                |
|  | Podostemaceae                                                  |
|  |                                                                |

|  | Hypericaceae  |
|  |               |
|  | Podostemaceae |
|  |               |

|  | Bonnetiaceae |
|  |              |
|  | Clusiaceae   |
|  |              |

|  | Calophyllaceae                                                 |
|  |                                                                |
|  | \| \| Hypericaceae \| \| \| \| \| \| Podostemaceae \| \| \| \| |
|  |                                                                |
|  | Hypericaceae                                                   |
|  |                                                                |
|  | Podostemaceae                                                  |
|  |                                                                |

|  | Hypericaceae  |
|  |               |
|  | Podostemaceae |
|  |               |

|  | Bonnetiaceae |
|  |              |
|  | Clusiaceae   |
|  |              |

|  | Calophyllaceae                                                 |
|  |                                                                |
|  | \| \| Hypericaceae \| \| \| \| \| \| Podostemaceae \| \| \| \| |
|  |                                                                |
|  | Hypericaceae                                                   |
|  |                                                                |
|  | Podostemaceae                                                  |
|  |                                                                |

|  | Hypericaceae  |
|  |               |
|  | Podostemaceae |
|  |               |